# Acusana rara
Acusana rara är en insektsart som beskrevs av Delong och Freytag 1966. Acusana rara ingår i släktet Acusana och familjen dvärgstritar. Inga underarter finns listade i Catalogue of Life.